# Японская амадина
Японская амадина, общественный зяблик или бенгальский зяблик (лат. Lonchura striata domestica) — популярная клеточная птица, которая не встречается в дикой природе. Принадлежит к семейству вьюрковых ткачиков, однако происхождение этой птицы неясно: некоторые исследователи связывают её происхождение с острохвостой бронзовой амадиной, другие утверждают, что это гибрид. Международный союз орнитологов не выделяет такой подвид. Скорее всего, птица произошла в птицеводческой практике Японии или Китая, а не в Бенгалии в Индии.
Общественные зяблики широко использовались в исследованиях импринтинга.

## Питание
Птица предпочитает семена, некоторые плоды, некоторую зелень.

## Размножение
Птицы не выбирают конкретный период для размножения, и птенцов выводят в любое время года.
Только в это время можно заметить разницу между самцом и самкой.
Когда самец поёт, он немного опускает крылья вниз, и приподнимает хвост, прыгая на одном месте.
В остальные периоды различий не видно. У этого вида особи разного пола окрашены одинаково, внешних половых признаков нет.

## Птенцы
Птенцы у японских амадин появляются голыми, и полностью зависят от родителей.
У птиц этого вида материнский инстинкт развит очень хорошо.
В отличие от других амадин, японские без особого волнения относятся к хозяину, который может заглянуть в клетку.
Самка может позволить даже взять птенца в руки, правда, она постарается вас клюнуть, но если не выйдет, она не будет пытаться сделать это снова.
Через 1 — 2 недели птенцы будут оперяться. В итоге их оперение станет палевым, или сероватым, и только спустя несколько месяцев они станут копиями взрослых птиц.

## Здоровье
Так же японская амадина имеет очень крепкое здоровье. Средняя продолжительность жизни составляет около 5 — 7 лет. При хороших условиях доживают и до 10 лет, а самые редкие случаи — 16 лет.
Птица не терпит сквозняков, сильной жары.

## Клетка
Минимальный размер клетки для пары птиц — от 60 см в длину.  Амадинам требуется простор для того, чтобы порхать с жердочки на жердочку.
Для амадин гнёзда советуют покупать, когда птице будет не менее 8 месяцев, так как лишь тогда они готовы к размножению.
У птиц должна быть купальня — там они будут и пить, и промывать перья.

## Окрасы и хохолки
У японских амадин огромное разнообразие окрасов. Среди них есть двуцветные, трёхцветные и одноцветные.
Так же можно часто видеть птиц, которые имеют хохолок. Часто он торчит в разные стороны.
На птице он смотрится, как будто на её голове перья пальцем загладили против «шерсти».